# Homo erectus pekinensis
L'uomo di Pechino (Homo erectus pekinensis) è una sottospecie di Homo erectus, nota attraverso oltre 200 fossili ritrovati fra il 1921 e il 1927 a Zhoukoudian in Cina, nei pressi di Pechino. I reperti sono datati fra i 770.000 e i 230.000 anni fa.

## Scavi

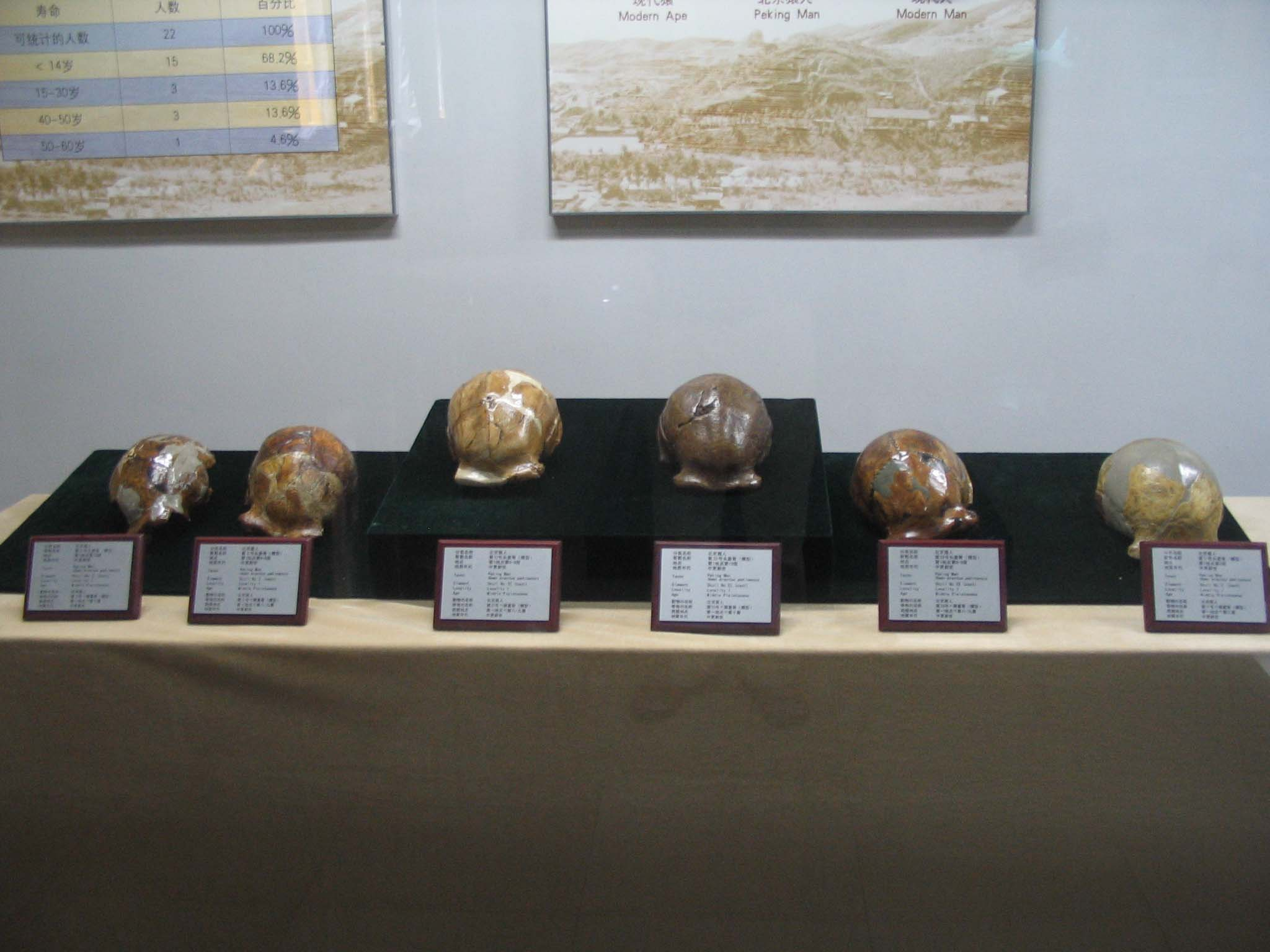
Calchi dei teschi dell'uomo di Pechino

Le ricerche iniziarono a Zhoukoudian nel 1921, esaminando una serie di grotte calcaree. Sembra che sia stato un abitante della zona a portare gli archeologi europei in un'area dove si trovavano numerose ossa fossilizzate. Il primo fossile venne trovato da Birgir Bohlin solo tre giorni prima della fine programmata dei lavori di scavo.
Nel 1926 vennero portati al Peking Union Medical College alcuni molari trovati nel sito, per essere analizzati da parte dell'anatomista canadese Davidson Black, che per primo nel 1927 li riconobbe come fossili ominidi. 
A partire dal 1929 alcuni archeologi cinesi proseguirono gli scavi nel sito, portando alla luce oltre quaranta campioni di cui sei crani quasi completi. Il primo teschio fu recuperato da Pei Wenzhong
Gli scavi vennero interrotti nel 1937 in seguito all'invasione giapponese della Cina, mentre gli esemplari fossili, fino a quel momento recuperati, vennero portati in salvo dai bombardamenti.
Nel 1941 si pensò di spedirli negli Stati Uniti per maggior sicurezza, ma scomparvero durante il viaggio verso il porto cinese di Qinhuangdao. Ancora oggi si fanno diverse ipotesi sulla loro scomparsa, ma fortunatamente l'antropologo tedesco Franz Weidenreich ne aveva fatto dei calchi.
Di tutti i primi fossili scoperti restano unicamente 4 fossili originali, perché spediti all'Università di Upsala in Svezia, dove sono ancora custoditi: un canino superiore (PMU 25719), un terzo molare superiore (PMU M3550), una corona premolare del terzo inferiore (PMU M3549) e un quarto premolare inferiore (PMU M3887).

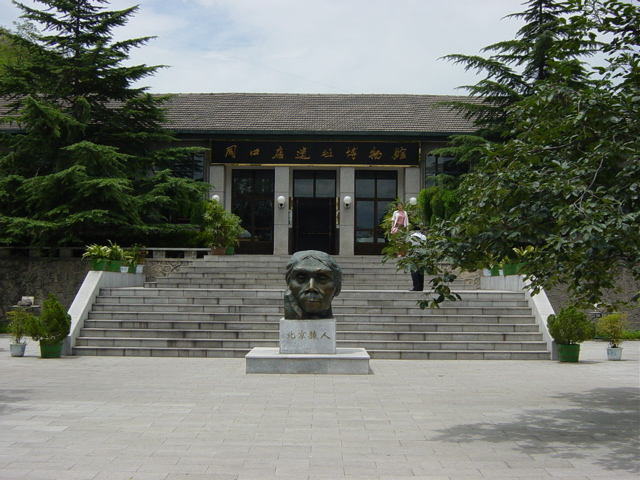
Il museo costruito dove è stato ritrovato l'uomo di Pechino (al centro è visibile la statua con le sembianze ricostruite della sua faccia)

Da allora sono state tentate svariate strade per riuscire a localizzare i fossili scomparsi. Nel 1972 il finanziere statunitense Christopher Janus promise una ricompensa di 5.000 dollari, venne contattato da una donna che ne chiedeva 500.000 ma il tutto si risolse in una bolla di sapone. Nel luglio del 2005 il governo cinese formò un comitato incaricato di trovare i fossili in occasione del sessantesimo anniversario della fine della guerra. Tra le varie teorie su ciò che potrebbe essere accaduto, una sostiene che le ossa siano affondate con la nave giapponese Awa Maru nel 1945.
Gli ulteriori scavi sistematici condotti tra il 1949-1959, e nel 1966, portarono alla luce altri fossili di denti ed una mandibola.
Al 2024 gli scavi condotti a Zhoukoudian hanno dato alla luce cinque calotte craniche, undici mandibole, 147 denti e molteplici frammenti cranici e facciali, attribuibili ad oltre quaranta ominidi; inoltre sono stati repertari fossili attribuibili a quasi un centinaio di animali e migliaia di strumenti litici. Il sito nel 1987 è stato inserito nell'elenco dei patrimoni dell'umanità dell'UNESCO.

## Descrizione

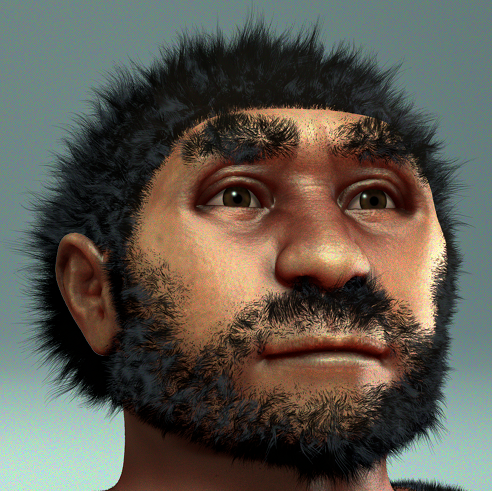
Homo erectus pekinensis, ricostruzione facciale forense

L’uomo di Pechino aveva una capacità cranica media di circa 1.000 cc, anche se si ipotizza che in alcuni esemmplari si avvicinasse ai 1.300 cc, quasi le dimensioni dell’uomo moderno. L'uomo di Pechino aveva un cranio dal profilo piatto, una fronte piccola, una chiglia lungo la sommità della testa necessari per sostener l'attacco dei potenti muscoli della mascella, ossa del cranio molto spesse, pesanti arcate sopracciliari, un palato grande e una mascella senza mento. I denti sono essenzialmente moderni, sebbene i canini e i molari siano piuttosto grandi e lo smalto dei molari sia spesso rugoso. Le ossa degli arti sono indistinguibili da quelle degli esseri umani moderni.

## Tassonomia
Poiché tutti i ritrovamenti effettuati prima della guerra nel sito di Zhoukoudian sono andati perduti, gli scienziati che hanno analizzato i fossili si sono dovuti basare su calchi e sugli scritti effettuati durante le scoperte originali.
Alcuni ritrovamenti effettuati nello stesso luogo di resti di animali e di prove dell'utilizzo di fuoco e utensili vennero usate per supportare l'idea che l'Homo erectus sia stato il primo a utilizzare tali "tecnologie". Gli esami condotti sui resti dell'uomo di Pechino hanno portato a concludere che esso e l'uomo di Giava appartengano allo stesso stadio dell'evoluzione umana.
Nel 1985 Lewis Binford sostenne la teoria secondo la quale l'uomo di Pechino era un mangiatore di carogne (come le iene) invece che un cacciatore. Nel 1998 Steve Weiner disse invece che non aveva trovato alcuna prova del fatto che l'uomo di Pechino usasse il fuoco.
La maggior parte degli antropologi ritiene che il diretto antenato dei moderni esseri umani sia stata la popolazione africana di Homo ergaster, piuttosto che le popolazioni asiatiche rappresentate dall'uomo di Pechino e di Giava.